# Zdeněk Hess
Zdeněk Hess (8. prosince 1940 Praha – 26. března 2020 Praha) byl český herec. Jeho hlas je možné zaslechnout v seriálu Simpsonovi, kde daboval školníka Willieho a tlustého Tonyho, nebo také v seriálu Živí mrtví, kde daboval člena ze skupiny přeživších Dala Horvatha, či ve filmové sérii o Harrym Potterovi, kde daboval Korneliuse Popletala a Filiuse Kratiknota, a v mnoha dalších známých filmech.

## Život
Vystudoval Pražskou konzervatoř hudebně – dramatický obor, kterou absolvoval v roce 1972. Po vojenské službě nastoupil do Národního divadla, kde odehrál 4 sezóny. Po ukončení angažmá v Národním divadle odešel do Městského divadla v Mostě, kde odehrál 2 sezóny, během angažmá hostoval v Činoherním studiu v Ústí nad Labem. Od roku 1983 do roku 1985 působil v libereckém divadle F. X. Šaldy.

## Dílo

### Filmografie
- Jarní povětří – 1961
- Spadla s měsíce – 1961
- Bylo čtvrt a bude půl – 1968
- Pan Tau – 1969
- Lucie a zázraky – 1970
- Tajemství velikého vypravěče – 1971
- Pan Tau v cirkusu – 1972
- Známost sestry Aleny – 1973
- Případ mrtvého muže – 1974
- Sokolovo – 1974
- Akce v Istanbulu – 1975
- Sázka na třináctku – 1977
- Čistá řeka – 1978
- Radost až do rána – 1978
- Božská Ema – 1979
- Čas pracuje pro vraha – 1979
- Julek – 1979
- Kam nikdo nesmí – 1979
- Temné slunce – 1980
- Zelená vlna – 1982
- Marné cesty holubů – 1985
- Gottwald – 1986
- Dobrodružství kriminalistiky – 1989
- Něžný barbar – 1989
- Roky prelomu – 1989
- Kačenka a zase ta strašidla – 1992
- Bídníci – 1998
- Řecké pašije – 1998
- Návštěva staré dámy – 1999
- Šípková Růženka – 2001
- Dědictví slečny Innocencie – 2003
- Městečko – 2003
- Tajemný svícen – 2003
- Náměstíčko – 2004
- Ulice – 2005 (role: Lojza)
- Živnostník – 2005
- Tajnosti – 2007
- Devatenáct klavírů – 2008
- Hrobník – 2008
- Vyprávěj – 2009
- Mamas a Papas – 2010 (role: psycholog)
- Osudové peníze – 2010
- Sanitka 2 – 2013 (role: myslivec)
- Život a doba soudce A. K. – 2014

### Dabing

#### Seriály
- Animáci – hlídač Ralph T.[1]

#### Hry
- Assassin's Creed – 2008 – Al Mualim[2]
- Mafia II – 2010 – Luca Gurino, Mike Bruski
- League of Legends – 2014 – Aatrox, Mechanický Aatrox, Taric, Warwick

### Rozhlas
- 2007 Daniela Fischerová: Cesta k pólu, příběh o hledání smyslu života na samém jeho konci. Hudba: Marko Ivanovič, dramaturgie: Martin Velíšek, režie: Hana Kofránková. Hrají: Jiřina Jirásková, Josef Somr, Viola Zinková, Bořivoj Navrátil, Vilma Cibulková, Zdeněk Hess, Miriam Kantorková, Hana Brothánková a Jan Polívka.[3]